# Crematogaster alulai
Crematogaster alulai är en myrart som beskrevs av Carlo Emery 1901. Crematogaster alulai ingår i släktet Crematogaster och familjen myror.

## Underarter
Arten delas in i följande underarter:
- C. a. alulai
- C. a. scrutans